# Dodie Smith
Dorothy Gladys "Dodie" Smith (Whitefield, 1896. május 3. – Finchingfield, 1990. november 24.) angol regény- és drámaíró. Leginkább az I Capture the Castle (Enyém a vár, 1948) és a The Hundred and One Dalmatians (Száz meg egy kiskutya, 1956) című gyermekregény írójaként ismert. További alkotásai: Dear Octopus (1938) és a The Starlight Barking (1967). A The Hundred and One Dalmatians-t 1961-es animációs filmen és 1996-os élőszereplős filmre adaptálták, mindkettőt a Disney készítette. Az I Capture the Castle című regényéből 2003-ban film készült. Az I Capture the Castle című regényt a brit közönség a BBC The Big Read (2003) című műsora keretében a 82. helyen választotta a "nemzet 100 legkedveltebb regénye" közé.

## Életrajza

### Fiatalkora
1896. május 3-án született egy Stoneycroft nevű házban (118-as szám) a Bury New Roadon, Whitefieldben, Bury közelében, az angliai Lancashire-ben. Egyetlen gyerek volt. Szülei Ernest és Ella Smith (született Furber) voltak. Ernest bankigazgató volt; 1898-ban halt meg, amikor Dodie két éves volt. Dodie és édesanyja Old Traffordra költöztek, hogy nagyszüleihez, William és Margaret Furberhez közel lakjanak. Dodie gyermekkori otthona, a Kingston House a Stretford Road 609. szám alatt volt, és a Manchester Ship Canal felé nézett. Édesanyjával, anyai nagyszüleivel, két nagynénjével és három nagybátyjával élt.
A Look Back with Love (1974) című önéletrajzi könyvében nagyapját, Williamet tartja számon a három ok egyikeként, amiért drámaíró lett. Nagyapja lelkes színházlátogató volt, és hosszan beszélgettek Shakespeare-ről és a melodrámáról. A második ok az volt, hogy nagybátyja, Harold Furber, amatőr színész színdarabokat olvasott fel vele, és bevezette a kortárs drámába. Harmadszor, az édesanyja színésznő akart lenni, és ez az ambíciója meghiúsult, kivéve a sétáló szerepeket, egyszer Sarah Bernhardt társaságában. Smith tízéves korában írta első darabját, és tizenéves korában kisebb szerepeket játszott a Manchester Athenaeum Dramatic Society drámai társaságban. Egy kék tábla emlékeztet az épületre, ahol Dorothy felnőtt. Dorothy gyermekkorának alakuló éveit ebben a házban töltötték.

### Londonba költözés

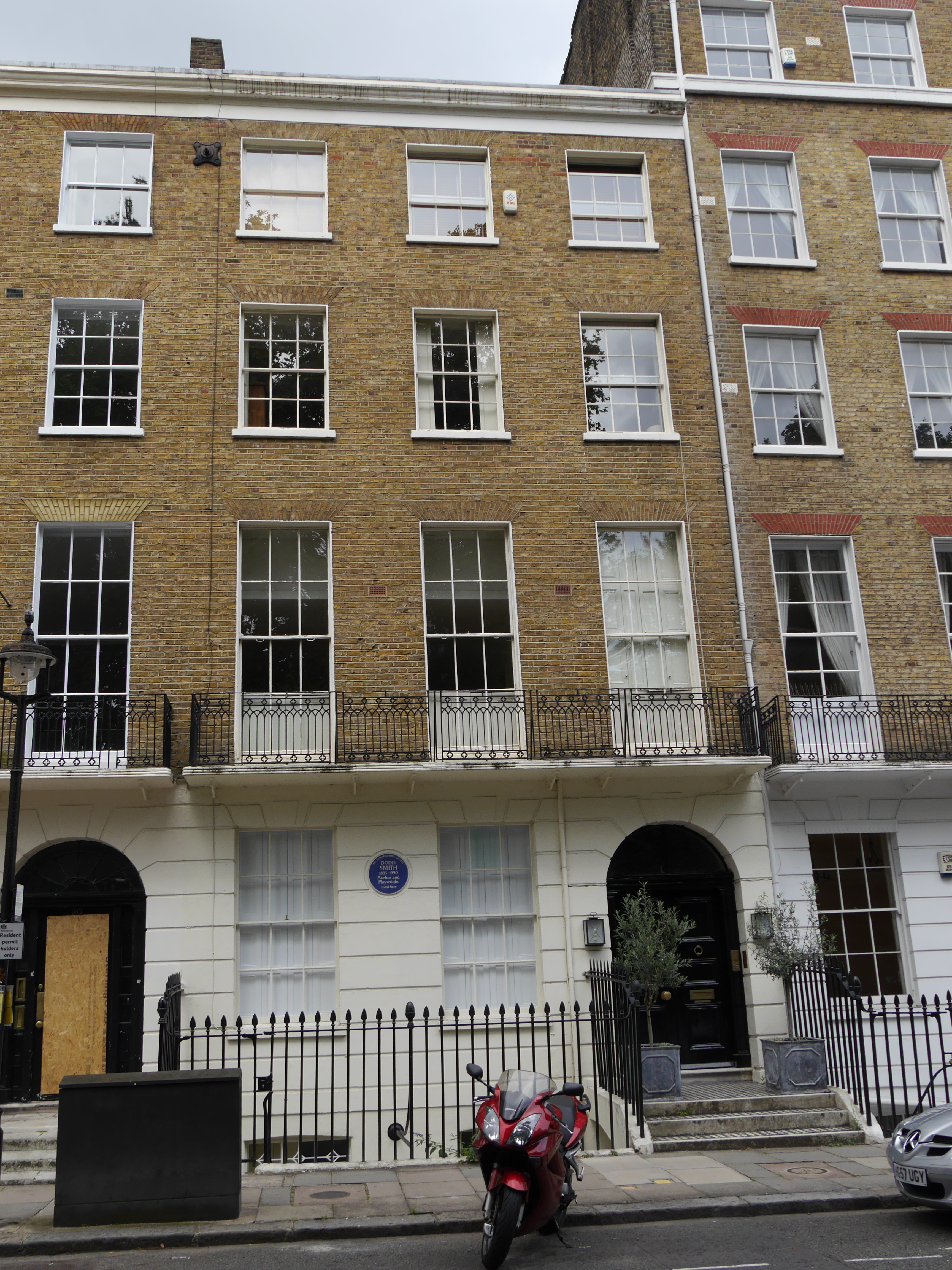
18 Dorset Square, London

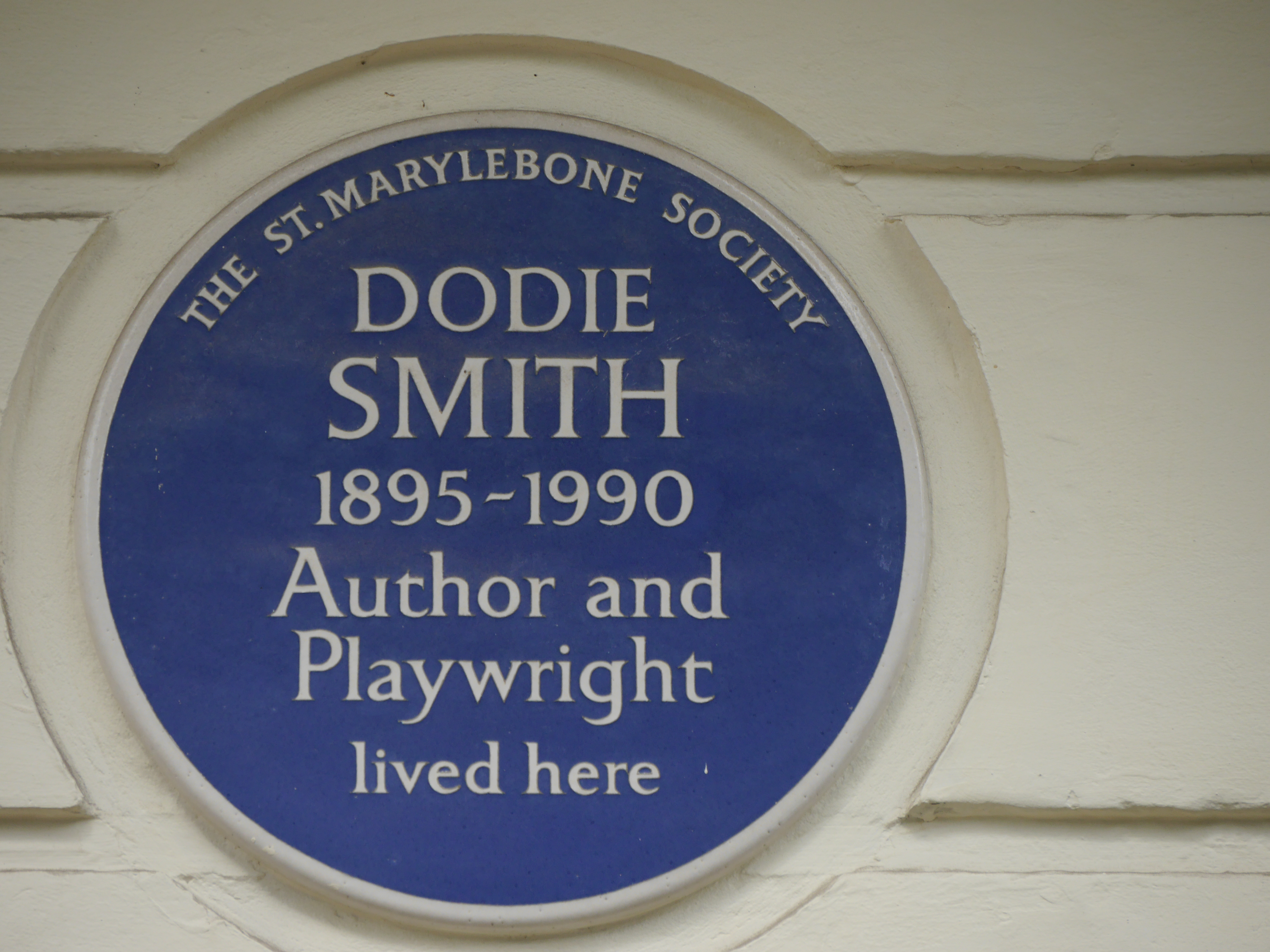
Blue plaque, 18 Dorset Square

1910-ben Ella újraházasodott, és Londonba költözött új férjével és a 14 éves Dodie-val, aki Manchesterben és a londoni St Paul's Girls' Schoolban is járt iskolába. 1914-ben Dodie belépett a Királyi Színművészeti Akadémiába (RADA). Első szerepét Arthur Wing Pinero Playgoers (Játékosok) című darabjában kapta. A RADA után további szerepei közé tartozott egy kínai lány a Mr. Wu-ban, egy szobalány a Ye Gods-ban, és egy fiatal anya a Niobe-ban, amelyet Basil Dean rendezett, aki később megvásárolta az Autumn Crocus (Őszi krókusz) című darabját.
Volt a Portsmouth Repertory Theatre-ben is, egy YMCA társasággal utazott, hogy csapatokat szórakoztasson Franciaországban az I. világháború alatt, turnézott a French Leave című francia vígjátékkal, és feltűnt Anne szerepében Galsworthy The Pigeon (Galamb) című darabjában az Everyman Színházban és egy fesztiválon a svájci Zürichben. Miközben Ella mellrákban haldoklott, ő és Dodie a Keresztény Tudomány hívei lettek.

### Karrier a színészet után
Bár Smith eladott egy filmforgatókönyvet, a Schoolgirl Rebels-t, Charles Henry Percy álnéven, és írt egy egyfelvonásos színdarabot, a British Talent-t, amelynek premierje a Three Arts Clubban volt 1924-ben, mégis nehezen talált állandó munkát. 1923-ban munkát vállalt a Heal and Son's londoni bútorüzletében, ahol játékbeszerző lett (és az elnök, Ambrose Heal szeretője). 1931-ben írta első színre vitt darabját, az Autumn Crocus-t C.L. Anthony álnévvel. Sikere, és az, hogy az újságírók felfedezték személyazonosságát, ihlette az újság főcímét, „Shopgirl Writes Play”. A show főszereplője Fay Compton és Francis Lederer.
Smith negyedik darabját, a Call It a Day-t a Theatre Guild játszotta 1936. január 28-án, és 194 előadást játszottak. Londonban 509 előadást tartottak, ami Smith eddigi leghosszabban játszott darabja. Joseph Wood Krutch amerikai kritikus kedvezően hasonlította George S. Kaufman és Edna Ferber Dinner at Eight című darabjához és Edward Knoblock Grand Hoteléhez. Azt mondta, a londoni produkció "elég következetesen megmarad a komédia szintjén, és törékeny szerkezetére nem ró nagyobb érzelmi súlyt, mint amekkorát ez a szerkezet elbír."
A Call It a Day sikere lehetővé tette Smith számára, hogy megvásárolja a The Barretts házat az essexi Finchingfield falu közelében. Következő darabja, a Bonnet Over the Windmill (1937) nem volt ilyen sikeres. Három leendő fiatal színésznőről és háziasszonyukról, egy középkorú egykori zenetermi előadóművészről, valamint a fiatal nők azon próbálkozásairól szól, hogy felkeltsék egy drámaíró és egy színházi producer figyelmét, hogy drámai szerepeket kapjanak.
Következő darabjában, a Dear Octopus-ban (1938) Dame Marie Tempest és Sir John Gielgud játszott. A szokatlan cím egy pohárköszöntőre utal a darabban: "A családnak – a kedves polipnak, akinek a csápjaiból sohasem szabadulunk ki, és a szívünk mélyén nem is akarunk soha teljesen kiszabadulni." Brooks Atkinson "hazai panorámaművésznek" nevezte Smitht, és több angol regényíróhoz hasonlította, Samuel Richardsontól Archibald Marshallig; az angol család "kinevezett feljegyzőjeként" is leírta. A londoni előadás 376 előadást ért meg, míg New Yorkban csak 53-at.
Amikor Smith Amerikába utazott, hogy a Dear Octopust leadja, magával hozta Alec Macbeth Beesley-t (a Titanic túlélőjének, Lawrence Beesleynek fia), aki szintén a Heal's-nél dolgozott, és ő lett a régi barátja és üzletvezetője. 1939-ben házasodtak össze. 1952-ig nem mutatott be újabb darabot Londonban, bár 1943-ban a Lovers and Friends a Plymouth Theatre-ben játszott. A műsorban Katharine Cornell és Raymond Massey szerepelt.
Smith sok éven át a londoni Marylebone-ban, a Dorset Square-en élt, ahol most egy kék emléktábla állít emléket foglalkozásának; születési dátumaként 1896 helyett pontatlanul 1895 szerepel.

### Későbbi élete
Az 1940-es években Smith és Beesley az Egyesült Államokba költözött, hogy elkerüljék a lelkiismereti kötelességmegtagadás miatti nehézségeket. Honvágyat érzett Nagy-Britannia után, amely ihlette első, a pennsylvaniai Doylestownban írt, I Capture the Castle (1948) című regényét. Ő és Beesley a malibui Beverly Hillsben és a connecticuti Wiltonban is eltöltöttek időt.
Amerikai közjátékuk során a pár összebarátkozott Christopher Isherwood, Charles Brackett és John Van Druten írókkal. Emlékirataiban Smith Beesleynek tulajdonítja, hogy azt javasolta Van Drutennek, hogy Isherwood Goodbye to Berlin című Sally Bowles-történetét dolgozza át színdarabra (a Van Druten-darabból, az I Am a Camera címűből később a Cabaret című musical készült). Emlékirataiban Smith elismeri, hogy írói tanácsokat kapott barátjától, A. J. Cronin regényírótól.
Smith első darabja Londonban, a Letter from Paris, Henry James The Reverberator című kisregényének adaptációja volt. William Archibald The Innocents (Ártatlanok) című (a The Turn of the Screw-ből átdolgozott) drámájának és Ruth és Augustus Goetz The Heiress (Az örökösnő) című drámájának (a Washington Square Henry James regényről készült) adaptációs stílusát használta.
Az 1970-es években Stambourne-ban, Essexben élt.

### Halála
Smith 1990-ben halt meg (három évvel Beesley után) Uttlesfordban, az angliai Észak-Essexben. Elhamvasztották, és a hamvait a szélbe szórták. Julian Barnes-t nevezte ki irodalmi végrehajtójának, amiről úgy gondolta, hogy ez nem túl sok munka. Barnes a bonyolult feladatról ír "Irodalmi kivégzések" (Literary Executions) című esszéjében, amelyben többek között feltárja, hogyan szerezte vissza az I Capture the Castle filmjogait, amelyek 1949 óta a Disney tulajdonában voltak. Smith személyes iratai a Bostoni Egyetem Howard Gotlieb Archívum Kutatóközpontjában találhatók, és kéziratokat, fényképeket, műalkotásokat és levelezést tartalmaznak (beleértve Christopher Isherwood és John Gielgud leveleit).

## A száz meg egy dalmata
Smith és Beesley szerette a kutyákat, és házi kedvencként tartották a dalmatákat; egy időben a párnak kilenc volt. Az első a Pongo nevet kapta, amely a The Hundred and One Dalmatians című regényének kutyás főszereplőjére használt Smith név lett. Smithnek akkor támadt az ötlete a regényhez, amikor az egyik barátja megfigyelte egy csoport dalmátját, és azt mondta: „Azokból a kutyákból gyönyörű bundát készítenének”.
A regényt a Disney kétszer adaptálta, egy animációs filmet 1961-ben 101 kiskutya címmel és egy élőszereplős filmet 1996-ban, 101 kiskutya címmel. Bár mindkét Disney-filmből született egy folytatás, a 101 Dalmatians II: Patch's London Adventure és a 102 Dalmatians, egyik folytatás sem kapcsolódik Smith saját folytatásához, a The Starlight Barking-hoz (Csillagfény ugatás).

## Művei
| - Look Back with Love: a Manchester Childhood (1974) - Look Back with Mixed Feelings (1978) - Look Back with Astonishment (1979) - Look Back with Gratitude (1985) - I Capture the Castle (1948) - The Hundred and One Dalmatians (1956) - The New Moon with the Old (1963) - The Town in Bloom (1965) - It Ends with Revelations (1967) - The Starlight Barking (1967) - A Tale of Two Families (1970) - The Girl from the Candle-lit Bath (1978) - The Midnight Kittens (1978) | - Autumn Crocus (1931) - Service (1932) - Touch Wood (1934) - Call It a Day (1935) - Bonnet Over the Windmill (1937) - Dear Octopus (1938) - Lovers and Friends (1943) - Letter from Paris (1952) - I Capture the Castle (1954) - These People, Those Books (1958) - Amateur Means Lover (1961) - The Uninvited (1944), written by Smith and Frank Partos - Darling, How Could You! (1951), written by Smith and Lesser Samuels |

### Magyarul megjelent
- Száz meg egy kiskutya (The Hundred and One Dalmatians) – Ciceró / Eri, Budapest, 1995 · ISBN 9638090030 · fordította: Bokor Klára, Szentmiklósi Tamás · Illusztrálta: Zdeněk Netopil(wd)
  - – Ciceró, Budapest, 1997 · ISBN 9635391226 · Fordította: Szentmiklósi Tamás, Bokor Klára · Illusztrálta: Janet Johnstone(wd), Anne Grahame-Johnstone(wd)
- A kutyák csillaga (The Starlight Barking) – Eri, Budapest, 1995 · ISBN 9636026300 · fordította: Bokor Klára · Illusztrálta: Zdeněk Netopil(wd)
- Száz meg egy kiskutya / A kutyák csillaga (The Hundred and One Dalmatians) – Eri, Budapest, 2004 · ISBN 9638090405 · fordította: Bokor Klára, Szentmiklósi Tamás · Illusztrálta: Janet Johnstone, Anne Grahame-Johnstone
  - – Partvonal, Budapest, 2014 · ISBN 9786155283314 · fordította: Bokor Klára, Szentmiklósi Tamás · Illusztrálta: Zdeněk Netopil(wd)
- Enyém a vár (I Capture the Castle) – Ciceró, Budapest, 2015 · ISBN 9789635399260 · Fordította: Till Tamás

## Fordítás
- Ez a szócikk részben vagy egészben  a   Dodie Smith című angol Wikipédia-szócikk fordításán alapul.  Az eredeti cikk szerkesztőit annak laptörténete sorolja fel. Ez a jelzés csupán a megfogalmazás eredetét és a szerzői jogokat jelzi, nem szolgál a cikkben szereplő információk forrásmegjelöléseként.